# Mémorial de la France combattante
Das Mémorial de la France combattante ist ein Denkmal für die französischen Soldaten des Zweiten Weltkriegs (1939–1945). Es befindet sich unterhalb des Fort Mont-Valérien in Suresnes westlich von Paris.
Es erinnert an Angehörige der französischen und kolonialen Streitkräfte sowie an Mitglieder der französischen Résistance. 15 Vertreter der französischen Helden wurden hier am 11. November 1945 in einer aufwendigen Zeremonie begraben.
Das Denkmal wurde am 18. Juni 1960 enthüllt. An den Wänden befinden sich 16 Bronzereliefs, die allegorisch verschiedene Phasen, Orte und Teilnehmer der Kämpfe darstellen.